# ナラガンセット
ナラガンセット族（Narragansett）とはアメリカ東部森林地帯のインディアン部族である。

## 文化
言語的にはアルゴンキン語族に属する。
ウィグワムと呼ばれる木材や皮から作るドーム型の小屋に住んでいた。
トウモロコシや果実を栽培し、狩猟や漁労に優れており、第一次交通手段でカヌーを使っていた。
ロブスターや鰻、貝類等の魚介類で蒸し焼きを作り、現在のクラムベイクと呼ばれる料理の原型になったとされる。
穀類を食材としてベイクドビーンズも作った。
ムール貝やクラムなどの二枚貝からとったスープはクラムチャウダーに似ており、クラムチャウダーが考案される以前から存在した。
カモや七面鳥に果物の詰め物をするスタッフィングも行っていた。

## 歴史
1524年にイタリアの探検家ジョバンニ・ダ・ヴェラッツァーノがナラガンセット湾で接触するまで、30,000年以上もナラガンセット族がロードアイランド州のナラガンセット湾に、定住していた。7000人程のナラガンセット族が定住していたとされ、1636年1月にマサチューセッツ湾植民地から追放されたロジャー・ウィリアムズが4人の清教徒を引き連れ、ナラガンセット族のケナニカスとミアントノミの2人の酋長と交渉の末、湾の北部の土地の利用権利を得て、バプティスト派の入植地としてプロビデンスの集落地を築いた。ウィリアムズは争いを好まずナラガンセット族とは平和的に共存していたが、1670年代のフィリップ王戦争以後、関係は悪化した。ワンパノアグ族とは敵対していたが、1675年のフィリップ王戦争の時はワンパノアグ族に協力した。当初は中立だったが、プリマス当局の白人がナラガンセット族の本営である「大きい泥地」を攻撃し、多くの者が殺戮されたため、ワンパノアグ族と共に白人と戦った。戦闘で数千人のナラガンセット族が死亡し、飢饉や疫病に襲われ1676年に戦闘は終結した。この戦闘でナラガンセット族の人口は約200人に落ちた。敗北したナラガンセット族らインディアン側の多くはニューヨーク州やバミューダ諸島などへ奴隷として売られ、その他はウィスコンシン州などに動いて行った。

## 現在
アメリカ合衆国のロードアイランド州の保留地（Reservation）に定住する。
現在は混血も含めて部族人口は約2,456人ほど。
マサチューセッツ州のナラガンセット族は公式に部族認定されておらず、保留地が無い。